# نقش‌برجسته خانوادگی نرسی
سنگ‌نگاره نرسی و همسرش یکی از زیباترین و سالم‌ترین نقوش بازمانده از دورهٔ ساسانی است، که در نقش رستم قرار دارد.
نرسی چگونگی تاجگذاری و سلطنت خود را، بر تخته سنگ نقش رستم حجاری کرده‌است و در این نقش، پادشاه دیهیم را، که علامت پادشاهی است، از دست همسرش می‌ستاند. در پژوهش‌های صورت گرفته درباره نقوش برجسته ساسانی همواره انسان (همسر پادشاه - ملکه) یا ایزدبانو (آناهیتا) بودن زن حاضر بر نقش‌برجسته نرسی محل بحث بوده است. شهبازی با بررسی نقش‌برجسته نرسی و با توجه به اینکه دست بانوی اعطا کننده دیهیم در آستین پنهان است، دست در آستین بودن را نشانه فرمانبرداری و مقام فرودست وی در برابر پادشاه می‌داند. او با تکیه بر این ویژگی، دیدگاه ایزدبانو آناهیتا بودن زن اعطا کننده دیهیم را به درستی رد کرده است.
بر اساس دیدگاهی جدیدتر این زن شاید یا خواهر نرسی با لقب «شهبانوی سکایان» بوده باشد، یا احتمال دارد مادر نرسی بوده است که نرسی با وی خویدوده کرده بود.
نرسی، تاجی بسیار شکیل بر سر دارد که همان کلاه شیاردار بسیار قدیمی پارسی هخامنشی است؛ دیهیم باریکی به پایین تاج بسته شده که دنباله‌اش بسیار پرچین و شکن بر روی پشت می‌افتد. گردن‌بند شاه، حلقه‌حلقه‌است و ریش بلندش از حلقه گذشته و زلف بلندش افشان، به پشت افتاده‌است. نرسی، دست راست را دراز کرده و دیهیم شهریاری را از آناهیتا ستانده‌است و دست چپ را بر روی قبضهٔ شمشیر قرار داده. همسر نرسی تاج کنگره‌دار سرگشاده بر سر نهاده و موهای بلند و پرچین و شکنش را در بالا و روی شانه‌ها بافته‌است. نوارهای شاهانه از تاج بر روی دوش‌ها افتاده و قبای او توسط دکمهٔ شمسه‌داری در زیر گردن‌بند مروارید بر روی سینه اتصال یافته و کمربندی بر روی آن بسته شده‌است. چین‌های لباس، حالتی بسیار باوقار به این زن می‌دهد. دست راست زن دیهیم شهریاری را به سوی نرسی دراز کرده و دست چپش را در آستین بلند، پنهان کرده‌است.
پشت سر نرسی، پسرش هرمزد دوم ایستاده است.